# Mason (Texas)
Mason település az Amerikai Egyesült Államok Texas államában, Mason megyében, melynek megyeszékhelye is. Lakosainak száma 2121 fő (2020. április 1.).

## Népesség
A település népességének változása:

| 2010 | 2 114 |
| 2020 | 2 121 |